# Thomas Erskine Holland
Thomas Erskine Holland (Brighton, 17 luglio 1835 – Oxford, 24 maggio 1926) è stato un giurista inglese, docente di diritto internazionale.

## Biografia
Thomas Erskine Holland nacque a Brighton il 17 luglio 1835. Dopo aver frequentato la scuola al Brighton College e gli studi presso l'università di Oxford, esercitò la professione di barrister a partire dal 1863. Nel 1874 tornò a Oxford, succedendo a William Blackstone come Vinerian Reader, diventando professore di diritto internazionale e membro dell'All Souls College.
Durante il suo lavoro accademico compose varie opere, tra cui un trattato di filosofia giuridica (Elements of Jurisprudence, 1880), fondò e diresse il Law Quarterly Review e prestò servizio come giudice universitario: tutto ciò gli valse i titoli di King's Counsel e Fellow della British Academy, nonché un cavalierato nel 1917. Holland fu uno degli studiosi che riscoprì e rivalutò la figura del giurista italiano Alberico Gentili, lavoro che venne effettuato alla fine del XIX secolo. Nel 1875 aiutò il governo cittadino di San Ginesio poiché il Comune aveva intenzione di dare vita ad una scuola per l'istruzione pubblica, mentre l'ex Stato Pontificio si trovava a dover affrontare la secolarizzazione dei beni ecclesiastici. Holland, quindi, inviò una lettera all'allora ministro della pubblica istruzione, Pasquale Stanislao Mancini, incentivandolo a decretare la scuola. Così, il 6 giugno 1881, nacque la scuola che oggi porta il nome di Istituto di Istruzione Superiore Alberico Gentili.
Morì a Oxford il 24 maggio 1926. Cittadino onorario di San Ginesio, a lui sono dedicate due lapidi: una a San Ginesio, che dà il nome alla piazza, l'altra in una cappella del Brighton College.

## Parentela
Thomas Erskine Holland era nipote diretto di Thomas Erskine, primo barone di Erskine (in quanto figlio della figlia Frances e del marito di lei, Samuel Holland, precettore di Chichester e rettore di Poynings, Sussex).
Secondo William McKay, che pubblicò il diario privato dell'autore di Parliamentary Practice, Thomas Erskine May (più tardi creato primo barone di Farnborough) era figlio illegittimo di Thomas Erskine, primo barone di Erskine; pertanto, sarebbe stato lo zio di Thomas Erskine Holland.